# Jiří Chalupa
Jiří Chalupa (* 16. květen 1946 Praha) je dramaturg a scenárista České televize a v minulosti Československé televize. Je známý jako moderátor původního Studia Kamarád, kde působil společně s Lenkou Vavrinčíkovou. Je autorem scénářů k osmi pohádkám a jako dramaturg se podílel na téměř 50 filmech, z nichž většinu tvoří také pohádky.

## Dílo

### Moderování pořadů
- Studio Kamarád

### Dramaturgie k pohádkám
- 1984: Koloběžka první
- televizní postavy Jů a Hele z pořadu Studio Kamarád
- 2007 Tři životy

### Scénáře k pohádkám
- 1980: Princové jsou na draka
- 1986: Co takhle svatba, princi?
- 1987: Ať přiletí čáp, královno!
- 1993: Hora jménem Andělská
- 2005: Trampoty vodníka Jakoubka
- 2009: O království z nudlí a štěstí bez konce
- televizní postavy Jů a Hele z pořadu Studio Kamarád

### Texty písní
- česká verze titulní skladby k televiznímu seriálu Goro – bílý pes, v seriálu nepoužitá, vyšla pouze na desce Písničky z Rosy v roce 1991